# 武藤友樹 (サッカー選手)
武藤 友樹（むとう ゆうき、1995年5月9日 - ）は、千葉県出身の元プロサッカー選手。ポジションは、ディフェンダー（DF）。

## 来歴
柏レイソルのアカデミー出身で、千葉県立八千代高校を経て、法政大学へ進学。4年次には選手と兼務して主務を務めたが、主務を外れてからパフォーマンスが向上し、総理大臣杯全日本大学サッカートーナメント優勝に貢献した。
2018年より、松本山雅FCへ加入。加入決定後には、幼なじみで、小学生の頃から柏レイソルU-15まで共にプレーした中谷進之介がTwitterで、武藤のプレースタイルについて「法政大のカイル・ウォーカー」と絶賛した。
2019年1月、プロサッカー選手引退を発表。リーグ戦の出場は無く、天皇杯の1試合に出場したのみに終わった。

## 所属クラブ
ユース経歴
- 白井FC
- 柏レイソルU-15
- 千葉県立八千代高等学校
- 法政大学

プロ経歴
- 2018年  松本山雅FC

アマチュア経歴
- 2019年 -   HBO東京

## 個人成績
| 国内大会個人成績 | 国内大会個人成績 | 国内大会個人成績 | 国内大会個人成績   | 国内大会個人成績 | 国内大会個人成績 | 国内大会個人成績 | 国内大会個人成績 | 国内大会個人成績 | 国内大会個人成績 | 国内大会個人成績 | 国内大会個人成績 |
| 年度             | クラブ           | 背番号           | リーグ             | リーグ戦         | リーグ戦         | リーグ杯         | リーグ杯         | オープン杯       | オープン杯       | 期間通算         | 期間通算         |
| 年度             | クラブ           | 背番号           | リーグ             | 出場             | 得点             | 出場             | 得点             | 出場             | 得点             | 出場             | 得点             |
| 日本             | 日本             | 日本             | 日本               | リーグ戦         | リーグ戦         | リーグ杯         | リーグ杯         | 天皇杯           | 天皇杯           | 期間通算         | 期間通算         |
| ---------------- | ---------------- | ---------------- | ------------------ | ---------------- | ---------------- | ---------------- | ---------------- | ---------------- | ---------------- | ---------------- | ---------------- |
| 2018             | 松本             | 36               | J2                 | 0                | 0                | -                | -                | 1                | 0                | 1                | 0                |
| 2019             | HBO東京          | 17               | 東京都2部3ブロック |                  |                  | -                | -                | -                | -                |                  |                  |
| 通算             | 日本             | 日本             | J2                 | 0                | 0                | -                | -                | 1                | 0                | 1                | 0                |
| 通算             | 日本             | 日本             | 東京都2部3ブロック |                  |                  | -                | -                | -                | -                |                  |                  |
| 総通算           | 総通算           | 総通算           | 総通算             | 0                | 0                | -                | -                | 1                | 0                | 1                | 0                |

- 公式戦初出場 - 2018年6月6日 天皇杯2回戦 ロアッソ熊本戦（長野県松本平広域公園総合球技場）